# 給名
給名（きゅうみょう）とは、荘園公領制のもとにおいて、荘園領主から荘官に対してその職務の報酬として与えられた名田のこと。雑免（ぞうめん）とも。
荘官の職に合わせて地頭ならば「地頭名」、下司ならば「下司名」、公文ならば「公文名」と言った具合に職名の付いた名田の総称である。田地にかかる全ての負担が免除される給田とは異なり、荘園領主に対して年貢は納めるが公事は免除される形態が多く、「雑免」とも称される所以となっている。
給名の中には荘官側が自己で開発もしくは買得することで集積された田畠を編入したものも含まれており、彼らが在地領主として発展して行く上での経済的基盤となったとされている。給名は荘官が召仕える所従や下人などが実際の耕作を行ったり、荘民を使役させたり、それ以外の周辺の中小農民に小作をさせたりして経営されていた。